# Balde striaticum
Balde striaticum är en tvåvinge som beskrevs 20005 av Anthony D. Rice. Den placeras som ensam art i släktet Balde, inom  familjen parasitflugor. Arten förekommer på Tasmanien och inga underarter finns listade.